# Chaos (альбом)
Chaos – шостий студійний альбом американського металкор гурту Attila. Альбом вийшов 4 листопада 2016 року на лейблі SharpTone Records.

## Список пісень
| #     | Назва                    | Тривалість |
| ----- | ------------------------ | ---------- |
| 1.    | «Ignite»                 | 3:26       |
| 2.    | «Bulletproof»            | 3:32       |
| 3.    | «Public Apology»         | 3:41       |
| 4.    | «Obsession»              | 3:25       |
| 5.    | «Moshpit» (з Ookay)      | 3:30       |
| 6.    | «Rise Up»                | 3:46       |
| 7.    | «Let's Get Abducted»     | 3:34       |
| 8.    | «Legend»                 | 3:26       |
| 9.    | «Queen»                  | 3:27       |
| 10.   | «All Hail Rock and Roll» | 3:05       |
| 11.   | «King»                   | 3:23       |
| 37:36 |                          |            |

## Учасники запису
- Кріс "Фронз" Фронзак – вокал
- Кріс Лінк – гітара
- Калан Блем – бас
- Шон Хінан – ударні